# 佩特任山

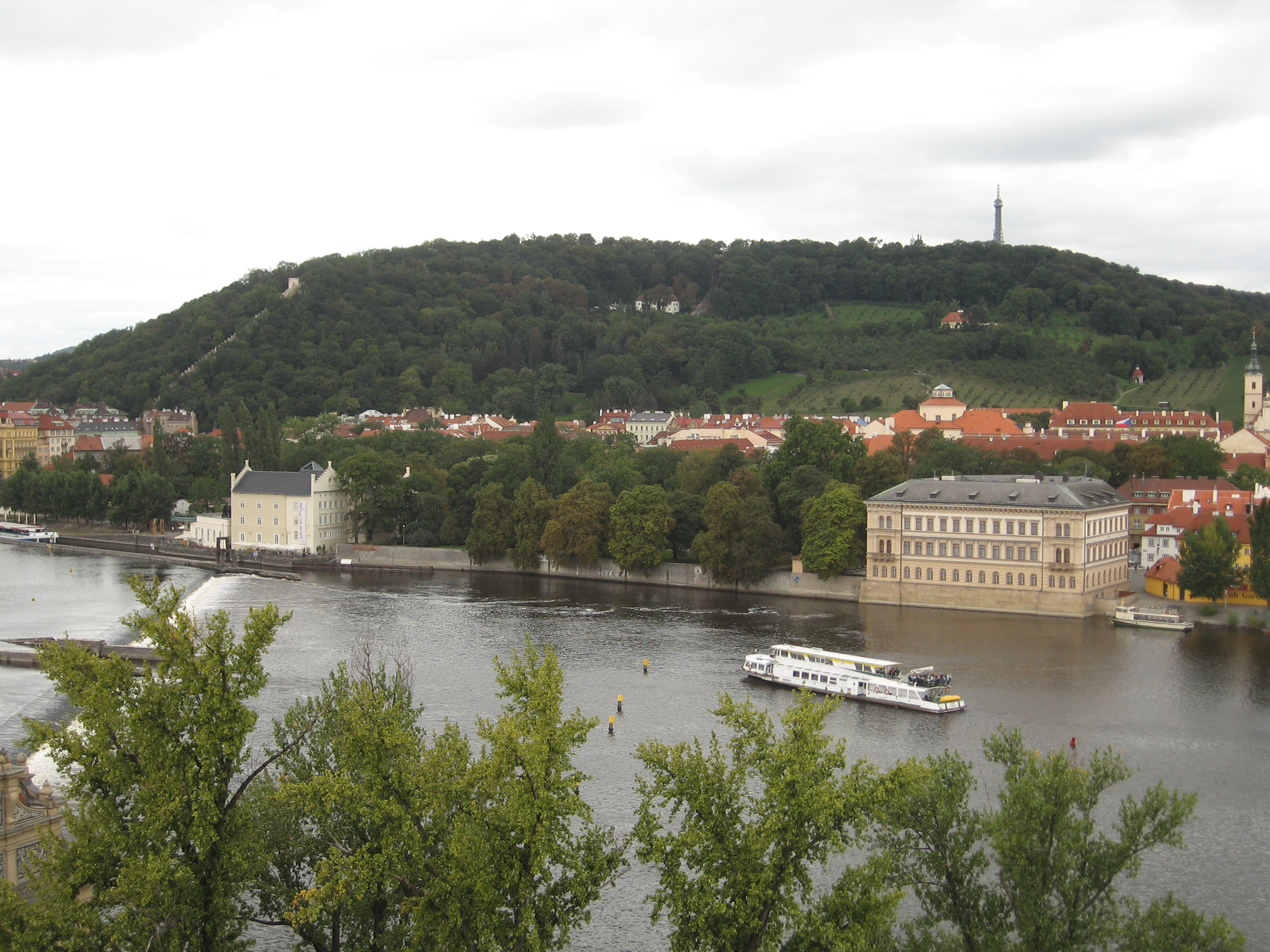
从老城桥塔看佩特任山

佩特任山（捷克语：Petřín；德语：Laurenziberg）是捷克首都布拉格市中心的一座山丘，海拔327米，高于伏尔塔瓦河左岸130米。这座山几乎被完全辟为公园，供布拉格居民休闲。这座山出现在弗朗茨·卡夫卡的早期短篇小说《一次戰鬥的紀錄》（Beschreibung eines Kampfes）、米兰·昆德拉的《生命中不能承受之轻》和茨维塔耶娃的《山之歌》（Поэма Горы）中。
从布拉格小城区可以通过佩特任缆车到达山顶，这是一条1891年通车的往复式地面缆车。

## 名胜
- 饥饿墙
- 斯特拉霍夫修道院
- 佩特任缆车
- 佩特任瞭望塔
- 斯特凡尼克天文台
- 玫瑰园
- 聖老楞佐教堂
- 圣弥额尔教堂（木制）
- 共产主义受害者纪念雕像

50°05′01″N 14°23′43″E / 50.08361°N 14.39528°E